# Konstantin Markovič Poltorackij
Konstantin Markovič Poltorackij (in russo Константин Маркович Полторацкий?; Černigov, 1º giugno 1782 – San Pietroburgo, 27 marzo 1858) è stato un generale russo.

## Biografia
Konstantin Markovič Poltorackij nacque il 1 giugno 1782. Suo padre era Mark Fëdorovič Poltorackij, cantante e direttore della cappella di corte di San Pietroburgo, mentre sua madre era Agafokleja Aleksandrovna Šiškova, meglio nota col soprannome di "Poltoračicha". Sua nipote, figlia di una delle sue sorelle, fu Anna Kern.
All'età di soli 2 anni, Konstantin venne arruolato nel reggimento Semënovskij col rango di furiere. All'età di 15 anni venne promosso alfiere nel suo reggimento. Nel 1802, come aiutante di reggimento, venne implicato nella vicenda del tenente Aleksej Šubin il quale inventò di sana pianta una cospirazione contro lo zar per poi fingere di sventarla per ottenere il favore del sovrano. Poltorackij, credendo alle parole di Šubin (il quale poi si sparò suicidandosi), si recò al palazzo di notte per svegliare Alessandro I temendo per la sua vita.
A livello militare, prese parte alle guerre della terza coalizione e della quarta coalizione. Si distinse nella battaglia di Austerlitz (ove ottenne l'ordine di Sant'Anna di IV classe e venne promosso stabs-kapitan) e nel 1807 nella Battaglia di Heilsberg e nella Battaglia di Friedland, motivo per cui ottenne la IV classe dell'ordine di San Vladimiro e venne promosso capitano. Il 20 maggio 1808 venne promosso colonnello.
Nella guerra russo-turca (1806-1812) entrò nell'armata del Danubio della quale nel 1810 divenne secondo in comando. Si distinse nella battaglia di Batin, durante l'assedio e la presa di Silistria. Il 15 maggio 1811, venne nominato comandante del reggimento di fanteria Nejšlotslkij. Per l'assalto a Lovča del 1811, ottenne la spada d'oro al coraggio. Per la liberazione del villaggio di Gromadi, la III classe dell'Ordine di San Vladimiro. Dal 10 gennaio 1812, fu comandante del reggimento di fanteria Tiflis, a febbraio venne nominato comandante e poi dal 12 marzo 1812 comandante del reggimento di fanteria Našeburg, all'epoca parte della 1ª brigata della 9ª divisione di fanteria del corpo d'armata del generale Evgenij Markov. Prese quindi parte alla resistenza russa all'invasione francese, distinguendosi nella battaglia di Kobryn e nella battaglia di Gorodečno dove ottenne la IV classe dell'ordine di San Giorgio (22 novembre 1812). Per lo scontro presso Königswart del 15 settembre 1813, venne promosso maggiore generale e nominato comandante di una brigata composta dai reggimenti Apšeron e Našeburg. Nel 1813, combatté nell'assedio della fortezza di Thorn e nella battaglia di Lipsia, motivo per cui gli venne attribuita la I classe dell'Ordine di Sant'Anna.
Nel 1814, prese parte alle battaglie di Brienne, La Rothière e Champaubert, dove venne ferito e fatto prigioniero dai francesi con il generale Zahar Olsuf'ev, venendo rilasciato solo dopo la presa di Parigi da parte degli alleati. Tornò quindi al comando della sua brigata ed il 19 luglio 1817 venne nominato comandante della 3ª brigata della 23ª divisione di fanteria. Continuò il suo servizio in Francia durante l'occupazione seguita al crollo dell'impero francese come membro del corpo d'armata del generale Michail Voroncov sino al 1818. Tornato in Russia, venne nominato comandante della 2ª brigata della 9ª divisione di fanteria. Il 28 gennaio 1830 venne nominato consigliere privato dello zar e governatore civile di Jaroslavl'. Il 18 febbraio 1835 ricevette il rango di tenente generale ed ottenne il rango di governatore militare di Jaroslavl' oltre al ruolo civile che già gli competeva. Nel 1842 chiese il pensionamento per ragioni di salute. Negli ultimi anni della sua vita visse a San Pietroburgo, dove morì il 27 marzo 1858 e venne sepolto nel Monastero costiero di San Sergio.

## Matrimonio e figli

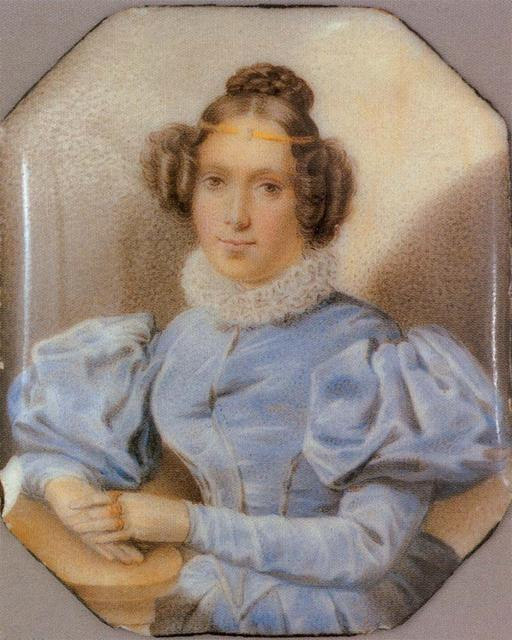
Sofya Borisovna Golitsyna

Il 18 agosto 1818, a Pavlovsk, sposò la principessa Sof'ja Borisovna Golicyna (15 aprile 1795 – 19 novembre 1871), figlia del tenente generale principe Boris Golicyn, dama d'onore della zarina e dama dell'Ordine di Santa Caterina. Secondo i contemporanei, madame Poltorackaja era "tutt'altro che bella, ma attraente, parlava bene con cortesia, il che era un punto a suo favore".. Da questo matrimonio nacque un figlio:
- Boris Konstantinovič (9 gennaio 1820 – 10 febbraio 1850), capitano del reggimento della Guardia di Sua Maestà; morì celibe.